# Aldo Bumçi

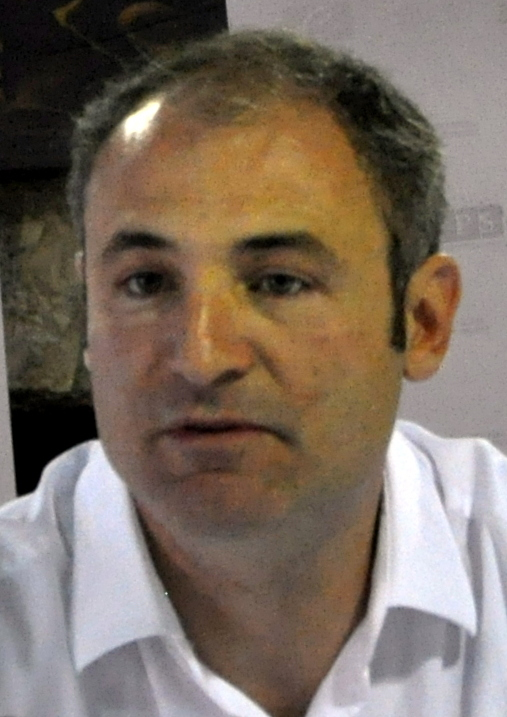
Bumçi 2015 an einer Veranstaltung in Kosovo

Aldo Tonin Bumçi (* 11. Juni 1974 in Tirana) ist ein albanischer Politiker (PD).
Aldo Bumçi studierte an der Bilkent-Universität in Ankara. Im Jahr 2005 wurde er erstmals als Abgeordneter ins Kuvendi i Shqipërisë gewählt. Von 2005 bis 2007 war er Justizminister, 2011 wurde er Minister für Tourismus, Kultur, Jugend und Sport. Nachdem am 3. April 2013 Außenminister Edmond Panariti (LSI) zurückgetreten war, wurde Aldo Bumçi als neuer Außenminister vom damaligen Ministerpräsidenten Sali Berisha nominiert und am 4. April 2013 vom Parlament bestätigt. Am 15. September 2013 übernahm Ditmir Bushati (PS) das Ministerium für Auswärtige Angelegenheiten, nachdem die Demokraten bei der Parlamentswahl im Juni 2013 den Sozialisten deutlich unterlagen.